# 白銀町 (八戸市)
白銀町（しろがねまち）とは、青森県八戸市の町名であり、旧三戸郡湊村大字浜通の一部、旧八戸市大字湊町の一部に相当する。37の小字がある。郵便番号は031-0822。

## 地理
八戸市東部に位置し、新井田川河口の右岸にあたる。内部で白銀を内包し、北に、八戸港、八戸漁港、築港街、東に鮫町、南に大久保、白銀台、岬台、湊高台、西に湊町に接する。地内には、JR東日本八戸線白銀駅が立地する。幹線道路は、八戸階上線、青森県道29号八戸環状線が通る。

### 小字
字雷、字姥畑、字姥久保、字大久保道、字大沢片平、字大沢頭、字北側本町、字北外ノ沢、字木戸場、字久保下、字栗沢道、字源治囲内、字小沼、字佐部長根、字沢向、字下タ通、字昭和町、字白浜道、字新九郎蒔目、字洲賀端、字砂森、字田端、字大万堀、字寺ノ後、字中平、字人形沢、字八森、字浜崖、字左岩淵通、字左新井田道、字堀ノ内、字堀ノ外、字右岩淵通、字右新井田道、字三島上、字三島下、字南ケ丘

## 世帯数と人口
2022年（令和4年）4月30日現在の世帯数と人口は以下の通りである。
| 小字       | 世帯数    | 人口     |
| ---------- | --------- | -------- |
| 雷         | 392世帯   | 761人    |
| 姥畑       | 137世帯   | 260人    |
| 姥久保     | 172世帯   | 402人    |
| 大久保道   | 2世帯     | 4人      |
| 大沢片平   | 93世帯    | 176人    |
| 大沢頭     | 298世帯   | 588人    |
| 北側本町   | 2世帯     | 2人      |
| 北外ノ沢   | 18世帯    | 42人     |
| 木戸場     | 31世帯    | 62人     |
| 久保下     | 209世帯   | 451人    |
| 栗沢道     | 349世帯   | 765人    |
| 源治囲内   | 17世帯    | 37人     |
| 小沼       | 222世帯   | 459人    |
| 佐部長根   | 105世帯   | 227人    |
| 沢向       | 86世帯    | 131人    |
| 下タ通     | 7世帯     | 19人     |
| 昭和町     | 2世帯     | 4人      |
| 白浜道     | 208世帯   | 439人    |
| 新九郎蒔目 | 37世帯    | 72人     |
| 洲賀端     | 43世帯    | 68人     |
| 砂森       | 186世帯   | 332人    |
| 田端       | 101世帯   | 210人    |
| 大万堀     | 6世帯     | 12人     |
| 寺ノ後     | 30世帯    | 51人     |
| 中平       | 69世帯    | 142人    |
| 人形沢     | 93世帯    | 171人    |
| 八森       | 137世帯   | 269人    |
| 浜崖       | 98世帯    | 201人    |
| 左岩淵通   | 207世帯   | 407人    |
| 左新井田道 | 191世帯   | 373人    |
| 堀ノ内     | 162世帯   | 299人    |
| 堀ノ外     | 429世帯   | 823人    |
| 右岩淵通   | 302世帯   | 625人    |
| 右新井田道 | 241世帯   | 466人    |
| 三島上     | 140世帯   | 266人    |
| 三島下     | 17世帯    | 327人    |
| 南ケ丘     | 163世帯   | 281人    |
| 計         | 5,156世帯 | 10,224人 |

## 歴史
1961年（昭和36年）に、地内で放火によって大規模火災に発展し1043戸が全焼した白銀大火が発生した。被災地域は災害復興を目的に土地区画整理事業が行われ近代的な住宅地が形成され、1974年（昭和49年）に白銀が地内から分離した。
地内には、7つの学校と、青森労災病院がある。1952年（昭和27年）5月1日以前は、八戸市湊町の一部だった。

### 沿革
三戸郡浜通村時代
- 江戸時代から明治初年ごろ
  - 八戸藩三戸郡浜通村にあった10の浦（浜）の一地区として成立。浜通村の役所は、湊（現在の湊町）に設置されていたが、湊、白銀浜、鮫湊を合わせて八戸湊・八戸浦と言われていた。
  - 1681年（天和元年）、36頭の鯨を捕獲して、解体後に鯨の骨で小川に橋を架けた。
  - 1690年（元禄3年）、家数78、他領の持ち家4、猟船数46艇（6人乗り4、5人乗り1、3人乗り2、2人乗り28、半役12）[5]
  - 1769年（明和6年）、鰯の〆粕、魚油の生産高は1130俵、315樽[6]
  - 1719年（享保4年）、八戸藩資料の浦数覚の中で、八戸廻りの一つとして「白金」の記述がある。
  - 1770年（明和7年）、「湊に大船が入船することが難しいときは、白銀浜が対応して荷物を積むなり」[7]の記録がある。
  - 1826年（文政6年）、船着場の防波堤工事がはじまる。
  - 1868年（慶応4年）、軍艦孟春が白銀浦で座礁する。

湊村時代
- 1868年（明治元年）から1929年（昭和4年）
  - 1868年（明治元年） 戸数11。土地の状況は下の下。田は無く、農耕する人4割、漁業する人4割、商漁する人2割だった。（商漁とはイサハと読む。遠方に魚を売りにいく人。現在でも『イサバのカッチャ』＝（魚を遠くに売に行く女性）という言葉が残る）
  - 明治時代、地内の東南部に「大久保平」、西端に「浜の平」の2箇所に原野があった[8]。
  - 1875年（明治8年）、清水小学校（現八戸市立白銀小学校）が地内の福昌寺内に創立する[9]。
  - 1900年（明治33年）三戸郡湊村の小学校内に水産補習学校が付設（県立青森県立八戸水産高等学校の前身）
  - 1909年（明治42年）青森県水産試験場伝習部が開設（現青森県立八戸水産高等学校）
  - 1925年（大正14年）、白銀尋常小学校（現八戸市立白銀小学校）が、地内字大久保道（現在地）に移転。校舎が増築される[9]。
- 1929年（昭和4年）地内が八戸市に編入する。
  - 1947年（昭和22年）、八戸市立湊中学校開校。当初は湊小学校校舎の一部を間借りしていた。
  - 1952年（昭和27年）、八戸市立湊中学校が校舎を新設して現在地に移転する。

白銀町時代（現在）
- 1952年（昭和27年）5月1日から現在  八戸市大字白銀町
  - 1952年（昭和27年）、国鉄八戸線に白銀駅が開設する。
  - 1961年（昭和36年）、白銀大火が発生。1043戸を焼失。
  - 1962年（昭和37年）、青森労災病院が開設する。
  - 1965年（昭和40年）、八戸市立白鴎小学校が開校する。
  - 1956年（昭和31年）、八戸高等電波学校（現八戸工業大学第一高等学校）が開校する。
  - 1962年（昭和37年）、白銀町の一部が築港街一丁目になる。
  - 1968年（昭和43年）、白銀町の一部が白銀台一丁目から三丁目になる。
  - 1974年（昭和49年）、白銀町の一部が白銀台四丁目から七丁目になる。同年、白銀町の一部が白銀一丁目から五丁目になる。
  - 1981年（昭和56年）、白銀町の南東の高台に岬台団地の建設が始まる。
  - 1991年（平成3年）、白銀町の一部（字佐部長根の一部）が岬台一丁目から四丁目となり、住居表示が実施される。

### 地名の由来
白銀は、江戸時代の浦名として命名されたと考えられている。藩政時代は「白金」「白金浜」とも言われていた。
文書に初めて登場したのは1617年（元和3年）である。盛岡藩主南部利直によって根城南部氏の給所が田名部から八戸に移された際、その時、八戸の浜23箇所のうちに「一、しろかね」の記述が残る。

## 伝説
- 白銀四丁目にある福昌寺と地内にある法官家に義経をかくまったという伝説があり、現在も小字として「源治囲内（げんじかこいない）」が残っている[11]。

## 芸能・民謡
- 芸能：神楽白銀四頭（しとう）権現
- 民謡：白銀ころばし（白銀ころし）

## 交通

### 鉄道
- JR八戸線白銀駅(字大沢片平)

## 施設

### 教育
- 八戸市立白銀小学校(字大久保道1-1)
- 八戸市立白鴎小学校(字中平13-3)
- 八戸市立白銀中学校(字栗沢道38)
- 八戸市立湊中学校(字右新井田道13-2)
- 八戸工業大学第一高等学校(字右岩淵通7-10)
- 青森県立八戸水産高等学校(字人形沢6-1)
- 労働福祉事業団青森労災看護専門学校(字南ケ丘1)

### 病院
- 独立行政法人労働者健康福祉機構青森労災病院(字南ケ丘1)

### 公園・公民館・社寺
- 白銀緑地(字三島下)
- 白銀水道公園(字雷35-10)
- 三嶋神社(字三島上5-9)
- 秋葉山神社(字大沢片平6-14)